# The Greatest Thing in Life
The Greatest Thing in Life is een Amerikaanse dramafilm uit 1918 onder regie van D.W. Griffith. De film is wellicht zoekgeraakt.

## Verhaal
Jeannette Peret werkt in New York als verkoopster in de tabakshandel van haar vader. Ze gaat op reis naar Frankrijk om er de liefde van haar leven te vinden. Ze maakt kennis met de groentehandelaar Le Bebe, maar zijn onbehouwen aard stelt haar teleur. Edward Livingstone, een man die eerder haar avances afwees, heeft nu spijt van zijn beslissing en hij reist haar achterna. Ook bij hem ontdekt ze een tekortkoming.

## Rolverdeling
| Acteur          | Personage           |
| --------------- | ------------------- |
| David Butler    | Mijnheer Le Bebe    |
| Lillian Gish    | Jeannette Peret     |
| Robert Harron   | Edward Livingston   |
| Peaches Jackson | Juffrouw Peaches    |
| Adolph Lestina  | Leo Peret           |
| Elmo Lincoln    | Amerikaanse soldaat |
| Edward Peil sr. | Duitse officier     |
| Kate Bruce      | Tante van Jeannette |